# Коты-Воители

Логотип серии книг

«Коты-Вои́тели» (брит. англ. Warrior cats, амер. англ. Warriors) — серия романов о приключениях племён диких котов, которые воюют между собой, и о том, как они выживают на своей территории, написанная Кейт Кэри и Черит Болдри совместно с редактором Викторией Холмс и писательницей Тай Сазерленд, издающимися под общим псевдонимом Эрин Хантер.

## Вдохновение и возникновение

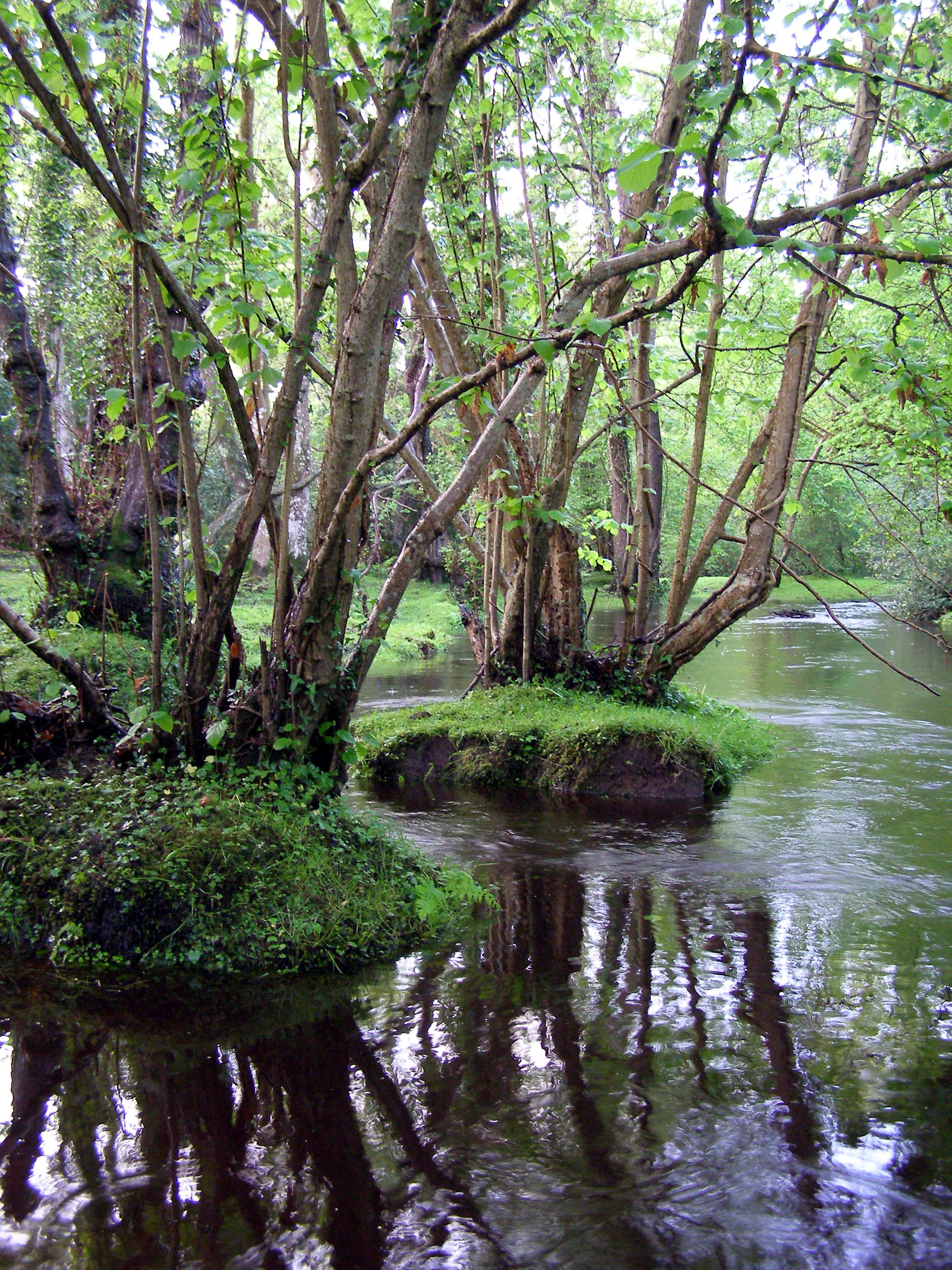
Выдуманный лес романа (Cerfblanc Forest) вдохновлён Нью-Форестом, который простирается недалеко от озера Лох-Ломонд, Шотландия.

Серия началась, когда издатель HarperCollins попросил Викторию Холмс написать фантастическую серию о диких кошках. Холмс поначалу не была в восторге, потому что она «не могла представить, что у неё будет достаточно идей». Однако она работала над концепцией, расширяя сюжетную линию элементами войны, политики, мести, обреченной любви и религиозных конфликтов. Хотя первоначальный план был для отдельного романа, было создано достаточно материала для нескольких книг, и издатель выбрал серию из шести книг. Первая, «Стань диким!», была написана Кейт Кэри под псевдонимом Эрин Хантер и была закончена примерно через три месяца. Затем Холмс стала редактором серии. Черит Болдри присоединилась к команде, чтобы написать третью книгу, «Лес секретов». Позже, после того, как она написала первые книги Туи Сазерленд стала четвёртым автором, использующим псевдоним Эрин Хантер.
Они назвали несколько других авторов в качестве источников вдохновения при написании романов. В онлайн-чате с авторами Черит Болдри перечислила писателей, которые её вдохновляют, включая Д. Р. Р. Толкина, У. К. Ле Гуин и У. Шекспира. В том же чате Виктория Холмс заявила, что Жаклин Уилсон, Кэти Райх и Д. К. Роулинг являются одними из авторов, которые вдохновляют её. Согласно официальному сайту, другие писатели, которые вдохновили авторов, включают Энид Блайтон, Люси Дэниелс, Эллис Питерс, Тесс Герритсен, Кейт Эллис, Лиза Гардинер, и Мэг Кэбот. Авторы также упомянули несколько других источников вдохновения. Нью-Форест на юге Англии был базой для леса, в оригинальной серии. Другие места, повлиявшие на серию, включают озеро Лох-Ломонд, а также Шотландское высокогорье. Николас Калпепер, врач, который использовал материалы, встречающиеся в естественном мире, как лекарство, также оказал влияние на серию. Его книга «Полный травник», используется в качестве источника авторами многих растительных лекарственных средств, которые кошки используют в книгах. Также, авторы предположили, что они могут использовать имена созданных фанатами персонажей в будущих книгах. Фильм Рэмбо также упоминается как источник вдохновения.

## Основные книги

### Цикл «Воители» («Начало пророчеств»)
Первая серия была выпущена с 2003 по 2005 год и состоит из шести книг: Стань диким!, Огонь и лёд, Лес секретов, Бушующая стихия, Опасная тропа, Битва за лес. Старое название «Воители» было изменено на новое с выходом переиздания в новых обложках в 2015 году. Первый цикл книг «Котов-Воителей», который положил начало всей серии. Главным героем этого цикла является котёнок Рыжик, который присоединяется к Грозовому племени, а потом становится его предводителем. Повествование в книгах от начала и до конца ведётся с его точки зрения.
Вначале, «Стань диким!» планировалась единственной книгой. Рыжик мог стать в конце неё Огнезвёздом.
| Воители (англ. Original Warriors) | Воители (англ. Original Warriors) | Воители (англ. Original Warriors) | Воители (англ. Original Warriors) |
| Название книги (русск.)           | Название книги (англ.)            | Дата выхода (англ.)               | Дата выхода (русск.)              |
| --------------------------------- | --------------------------------- | --------------------------------- | --------------------------------- |
| Стань диким!                      | Into the Wild                     | 21 января 2003                    | 11 ноября 2003                    |
| Огонь и лёд                       | Fire and Ice                      | 27 мая 2003                       | 19 августа 2005                   |
| Лес секретов                      | Forest of Secrets                 | 14 октября 2003                   | 19 сентября 2005                  |
| Бушующая стихия                   | Rising Storm                      | 6 января 2004                     | 12 мая 2005                       |
| Опасная тропа                     | A Dangerous Path                  | 1 июня 2004                       | 17 июня 2005                      |
| Битва за лес                      | The Darkest Hour                  | 5 октября 2004                    | 4 октября 2005                    |

### Цикл «Новое пророчество»
Второй цикл книг серии «Коты-Воители». Серия выходила с 2005 по 2006 год. Она является прямым продолжением первой серии. Состоит из шести книг: Полночь, Восход луны, Рассвет, Звёздный свет, Сумерки, Закат. Поскольку линия Огнезвёзда была завершена, главными персонажами нового цикла становятся его дочери Листвичка и Белка, от лица которых ведётся повествование. Также в число главных героев второго цикла входят воители Ежевика и Ураган. Люди разрушают лес, подробно описывается путешествие кошек.
| Новое пророчество (англ. The New Prophecy) | Новое пророчество (англ. The New Prophecy) | Новое пророчество (англ. The New Prophecy) | Новое пророчество (англ. The New Prophecy) |
| Название книги (русск.)                    | Название книги (англ.)                     | Дата выхода (англ.)                        | Дата выхода (русск.)                       |
| ------------------------------------------ | ------------------------------------------ | ------------------------------------------ | ------------------------------------------ |
| Полночь                                    | Midnight                                   | 10 мая 2005                                | 17 июня 2005                               |
| Восход луны                                | Moonrise                                   | 2 августа 2005                             | 2 августа 2005                             |
| Рассвет                                    | Dawn                                       | 27 декабря 2005                            | 27 декабря 2005                            |
| Звёздный свет                              | Starlight                                  | 4 апреля 2006                              | 4 апреля 2006                              |
| Сумерки                                    | Twilight                                   | 22 августа 2006                            | 22 августа 2006                            |
| Закат                                      | Sunset                                     | 26 декабря 2006                            | 26 декабря 2006                            |

### Цикл «Сила трёх»
Третий цикл книг серии «Коты-Воители» является прямым продолжением второго. Третий цикл выходил в период с 2007 по 2009 год (в России с 2008 по 2010 год). Состоит из шести книг: Знак Трёх, Тёмная река, Отверженные, Затмение, Длинные тени, Восход солнца. Этот цикл начинается примерно через девять месяцев после предыдущего и снова повествует о новом поколении котов. История рассказывает о таинственном пророчестве, данном Огнезвёзду: «Придут трое, кровь твоей крови, и могущество звёзд будет у них в лапах». Главными героями повествования становятся внуки Огнезвёзда, дети Белки и Ежевики, — Львёнок, Остролисточка и Воробьишка, которым предстоит много испытаний, прежде чем они займут верхние позиции в иерархии племени.
| Сила трёх (англ. The Power of Three) | Сила трёх (англ. The Power of Three) | Сила трёх (англ. The Power of Three) | Сила трёх (англ. The Power of Three) |
| Название книги (русск.)              | Название книги (англ.)               | Дата выхода (англ.)                  | Дата выхода (русск.)                 |
| ------------------------------------ | ------------------------------------ | ------------------------------------ | ------------------------------------ |
| Знак Трёх                            | The Sight                            | 24 апреля 2007                       | 14 марта 2008                        |
| Тёмная река                          | Dark River                           | 26 декабря 2007                      | 19 октября 2008                      |
| Отверженные                          | Outcast                              | 22 апреля 2008                       | 31 января 2009                       |
| Затмение                             | Eclipse                              | 2 сентября 2008                      | 4 июня 2009                          |
| Длинные тени                         | Long Shadows                         | 25 ноября 2008                       | 16 ноября 2009                       |
| Восход солнца                        | Sunrise                              | 21 апреля 2009                       | 4 апреля 2010                        |

### Цикл «Знамение звёзд»
Четвёртый цикл книг серии «Коты-Воители» является продолжением третьего цикла «Сила трёх».  Состоит из шести книг: Четвёртый оруженосец, Долгое эхо, Голоса в ночи, Знамение луны, Забытый воин, Главная надежда. К взрослым Воробью и Львиносвету присоединяется юная Голубка. Вместе им суждено спасти племена котов-воителей от новой опасности. Действие цикла начинается через шесть лун после окончания предыдущего.
| Знамение звёзд (англ. Omen of the Stars) | Знамение звёзд (англ. Omen of the Stars) | Знамение звёзд (англ. Omen of the Stars) | Знамение звёзд (англ. Omen of the Stars) |
| Название книги (русск.)                  | Название книги (англ.)                   | Дата выхода (англ.)                      | Дата выхода (русск.)                     |
| ---------------------------------------- | ---------------------------------------- | ---------------------------------------- | ---------------------------------------- |
| Четвёртый оруженосец                     | The Fourth Apprentice                    | 24 ноября 2009                           | 6 апреля 2011                            |
| Долгое эхо                               | Fading Echoes                            | 23 марта 2010                            | 24 августа 2011                          |
| Голоса в ночи                            | Night Whispers                           | 23 ноября 2010                           | 30 сентября 2012                         |
| Знамение луны                            | Sign of the Moon                         | 5 апреля 2011                            | 21 ноября 2013                           |
| Забытый воин                             | The Forgotten Warrior                    | 22 ноября 2011                           | 28 января 2014                           |
| Главная надежда                          | The Last Hope                            | 3 апреля 2012                            | 21 декабря 2014                          |

### Цикл «Начало Племён»
Пятый цикл книг о котах-воителях. Выпущен с 5 марта 2013 года по 1 сентября 2015. Состоит из шести книг: Солнечный путь, Юность Грома, Первая битва, Сверкающая Звезда, Время выбора, Звёздная тропа. Он является приквелом всех остальных циклов и рассказывает о происхождении племён котов-воителей.
| Начало племён (англ. Dawn of the Clans) | Начало племён (англ. Dawn of the Clans) | Начало племён (англ. Dawn of the Clans) | Начало племён (англ. Dawn of the Clans) |
| Название книги (русск.)                 | Название книги (англ.)                  | Дата выхода (англ.)                     | Дата выхода (русск.)                    |
| --------------------------------------- | --------------------------------------- | --------------------------------------- | --------------------------------------- |
| Солнечный путь                          | The Sun Trail                           | 5 марта 2013                            | июль 2016                               |
| Юность Грома                            | Thunder Rising                          | 5 ноября 2013                           | 2 сентября 2016                         |
| Первая битва                            | The First Battle                        | 8 апреля 2014                           | 4 апреля 2017                           |
| Сверкающая Звезда                       | The Blazing Star                        | 4 ноября 2014                           | 11 мая 2017                             |
| Время выбора                            | The Forest Divided                      | 7 апреля 2015                           | 22 декабря 2017                         |
| Звёздная тропа                          | The Path of Stars                       | 1 сентября 2015                         | 26 марта 2018                           |

### Цикл «Видение Теней»
Шестой цикл книг серии «Коты-Воители», повествующий о событиях, произошедших после цикла «Знамение звёзд» и специального издания «Гроза Ежевичной Звезды». Состоит из шести книг: Приключения Ольхолапа, Гроза и тень, Расколотое небо, Самая тёмная ночь, Огненная река, Неистовая буря. Повествует о путешествии нескольких котов на поиски пятого, Небесного племени. Это племя всеми забыто и его существование считается тайной, оно было изгнано много лун назад. В конце концов Небесное племя приходит к берегам озера и принято другими племенами.
| Видение Теней (англ. A Vision of Shadows) | Видение Теней (англ. A Vision of Shadows) | Видение Теней (англ. A Vision of Shadows) | Видение Теней (англ. A Vision of Shadows) |
| Название книги (русск.)                   | Название книги (англ.)                    | Дата выхода (англ.)                       | Дата выхода (русск.)                      |
| ----------------------------------------- | ----------------------------------------- | ----------------------------------------- | ----------------------------------------- |
| Приключения Ольхолапа                     | The Apprentice’s Quest                    | 15 марта 2016                             | 8 декабря 2018                            |
| Гроза и тень                              | Thunder and Shadow                        | 6 сентября 2016                           | 14 марта 2019                             |
| Расколотое небо                           | Shattered Sky                             | 11 апреля 2017                            | 2 марта 2020                              |
| Самая тёмная ночь                         | Darkest Night                             | 7 ноября 2017                             | 12 июля 2020                              |
| Огненная река                             | River of Fire                             | 10 апреля 2018                            | Ноябрь 2021                               |
| Неистовая буря                            | The Raging Storm                          | 6 ноября 2018                             | Апрель 2022                               |

### Цикл «Нарушенный закон»
Седьмой цикл серии «Коты-Воители». Продолжает историю племён у озера. Состоит из шести книг: Потерянные звёзды, Тихая оттепель, Завеса теней, Тьма внутри, Место без звёзд, Свет во мгле. Рассказывает о разоблачении самозванца в теле Ежевичной Звезды и путешествии главных героев в Сумрачный лес.
| Нарушенный закон (англ. The Broken Code) | Нарушенный закон (англ. The Broken Code) | Нарушенный закон (англ. The Broken Code) | Нарушенный закон (англ. The Broken Code) |
| Название книги (русск.)                  | Название книги (англ.)                   | Дата выхода (англ.)                      | Дата выхода (русск.)                     |
| ---------------------------------------- | ---------------------------------------- | ---------------------------------------- | ---------------------------------------- |
| Потерянные звёзды                        | Lost Stars                               | 9 апреля 2019                            | неизвестна                               |
| Тихая оттепель                           | The Silent Thaw                          | 29 октября 2019                          | неизвестна                               |
| Завеса теней                             | Veil of Shadows                          | 7 апреля 2020                            | неизвестна                               |
| Тьма внутри                              | Darkness Within                          | 10 ноября 2020                           | неизвестна                               |
| Место без звёзд                          | The Place of No Stars                    | 6 апреля 2021                            | неизвестна                               |
| Свет во мгле                             | A Light in the Mist                      | 9 ноября 2021                            | неизвестна                               |

### Цикл «Беззвёздное племя»
Восьмой цикл серии «Коты-Воители» продолжает историю племён у озера и включает книги: Река, Небо, Тень, Гроза, Ветер, Звезда.
| Беззвёздное племя (англ. A Starless Clan) | Беззвёздное племя (англ. A Starless Clan) | Беззвёздное племя (англ. A Starless Clan) | Беззвёздное племя (англ. A Starless Clan) |
| Название книги (русск.)                   | Название книги (англ.)                    | Дата выхода (англ.)                       | Дата выхода (русск.)                      |
| ----------------------------------------- | ----------------------------------------- | ----------------------------------------- | ----------------------------------------- |
| Река                                      | River                                     | 5 апреля 2022                             | неизвестна                                |
| Небо                                      | Sky                                       | 1 ноября 2022                             | неизвестна                                |
| Тень                                      | Shadow                                    | 4 апреля 2023                             | неизвестна                                |
| Гроза                                     | Thunder                                   | 7 ноября 2023                             | неизвестна                                |
| Ветер                                     | Wind                                      | 2 апреля 2024                             | неизвестна                                |
| Звезда                                    | Star                                      | 5 ноября 2024                             | неизвестна                                |

### Цикл «Меняющиеся небеса»
Девятый цикл продолжает историю племён у озера. Рассказывает о разрушении Лунного Озера от лица Листвяной Звезды, теряющей поддержку своих соплеменников; Рыжинки, чей опыт и мудрость не уважают молодые воины; и Лунолапки, которая слышит в голове загадочный голос. 
| Меняющиеся небеса (англ. Changing Skies) | Меняющиеся небеса (англ. Changing Skies) | Меняющиеся небеса (англ. Changing Skies) | Меняющиеся небеса (англ. Changing Skies) |
| Название книги (русск.)                  | Название книги (англ.)                   | Дата выхода (англ.)                      | Дата выхода (русск.)                     |
| ---------------------------------------- | ---------------------------------------- | ---------------------------------------- | ---------------------------------------- |
| Квест старейшин                          | The Elders' Quest                        | 7 января 2025                            | неизвестна                               |
| Скрытая луна                             | Hidden Moon                              | 4 ноября 2025                            | неизвестна                               |

## Специальные издания
Всего вышло пятнадцать специальных изданий.
Это отдельные книги из серии, длина которых составляет около 500 страниц, что примерно в два раза больше, чем у обычной книги. Первым специальным изданием была книга «Миссия Огнезвёзда», в которой подробно описывается восстановление Небесного племени Огнезвёздом. Другое специальное издание, «Гроза Ежевичной Звезды», описывает жизнь Грозового племени после назначения Ежевичной Звезды, «Тайна Щербатой» рассказывает историю целительницы из племени Теней. «Пророчество Синей Звезды» рассказывает историю Синей Звезды, предводительницы Грозового племени.
| Специальные издания (англ. Special Editions) | Специальные издания (англ. Special Editions) | Специальные издания (англ. Special Editions) | Специальные издания (англ. Special Editions) |
| Название книги (русск.)                      | Название книги (англ.)                       | Дата выхода (англ.)                          | Дата выхода (русск.)                         |
| -------------------------------------------- | -------------------------------------------- | -------------------------------------------- | -------------------------------------------- |
| Миссия Огнезвёзда: Искупление                | Firestar’s Quest                             | 21 августа 2007                              | 14 марта 2012                                |
| Миссия Огнезвёзда: Возрождение               | Firestar’s Quest                             | 21 августа 2007                              | 4 июля 2012                                  |
| Пророчество Синей Звезды: Начало             | Bluestar’s Prophecy                          | 28 июля 2009                                 | 26 октября 2010                              |
| Пророчество Синей Звезды: Выбор              | Bluestar’s Prophecy                          | 28 июля 2009                                 | 27 ноября 2010                               |
| Судьба Небесного племени: Сомнение           | SkyClan’s Destiny                            | 3 августа 2010                               | 28 января 2013                               |
| Судьба Небесного племени: Решение            | SkyClan’s Destiny                            | 3 августа 2010                               | 7 мая 2013                                   |
| Обещание Метеора: Западня                    | Crookedstar’s Promise                        | 5 июля 2011                                  | 11 июня 2014                                 |
| Обещание Метеора: Прозрение                  | Crookedstar’s Promise                        | 5 июля 2011                                  | 30 сентября 2014                             |
| Тайна Щербатой: Предназначение               | Yellowfang’s Secret                          | 9 октября 2012                               | 17 июня 2015                                 |
| Тайна Щербатой: Наказание                    | Yellowfang’s Secret                          | 9 октября 2012                               | 20 сентября 2015                             |
| Месть Звёздного Луча: Разлом                 | Tallstar’s Revenge                           | 2 июля 2013                                  | 2016                                         |
| Месть Звёздного Луча: Воссоединение          | Tallstar’s Revenge                           | 2 июля 2013                                  | 2016                                         |
| Гроза Ежевичной Звезды: Бедствие             | Bramblestar’s storm                          | 26 августа 2014                              | 2017                                         |
| Гроза Ежевичной Звезды: Вода и Кровь         | Bramblestar’s storm                          | 26 августа 2014                              | 2017                                         |
| Сны и видения Бабочки: Беглянка              | Moth Flights Vision                          | 3 ноября 2015                                | 2018                                         |
| Сны и видения Бабочки: Целительница          | Moth Flights Vision                          | 3 ноября 2015                                | 2018                                         |
| Путешествия Орлокрылого: Ослепление          | Hawkwing’s Journey                           | 1 ноября 2016                                | 2019                                         |
| Путешествия Орлокрылого: Скитания            | Hawkwing’s Journey                           | 1 ноября 2016                                | 2019                                         |
| Тень Когтегрива: Видения                     | Tigerheart’s Shadow                          | 5 сентября 2017                              | 27 декабря 2020                              |
| Тень Когтегрива: Возвращение                 | Tigerheart’s Shadow                          | 5 сентября 2017                              | 2 июля 2021                                  |
| Испытание Грача: Тени прошлого               | Crowfeather’s Trial                          | 4 сентября 2018                              | 8 июля 2022                                  |
| Испытание Грача: Прощение                    | Crowfeather’s Trial                          | 4 сентября 2018                              | 4 декабря 2022                               |
| Надежда Белки                                | Squirrelflight’s Hope                        | 3 сентября 2019                              | неизвестно                                   |
| Обет Крутобока                               | Graystripe’s Vow                             | 1 сентября 2020                              | неизвестно                                   |
| Честь Пятнистой Звезды                       | Leopardstar’s Salvation                      | 7 сентября 2021                              | неизвестно                                   |
| Исповедь Однозвёзда                          | Onestar’s Confession                         | 6 сентября 2022                              | неизвестно                                   |
| Дом Речной Звезды                            | Riverstar's Home                             | 5 сентября 2023                              | неизвестно                                   |
| Сердце Искры                                 | Ivypool's Heart                              | 3 сентября 2024                              | неизвестно                                   |
| Безрассудство племени Шторма                 | StormClan's Folly                            | 26 августа 2025                              | неизвестно                                   |

## Другие выпуски

### Новеллы
Новеллы изначально были доступны только в электронном формате, позже были опубликованы в сборниках. Книги приблизительно длиной 100 страниц, что приблизительно в два раза меньше книг основной серии. «Ярость Когтя» рассказывает о пути Когтя в племя Теней, «Прощание Горелого» о путешествии Горелого. «Сердце Пестролистой» рассказывает как молодая воительница стала целительницей.
| Электронные книги (англ. Novellas) | Электронные книги (англ. Novellas) | Электронные книги (англ. Novellas) | Электронные книги (англ. Novellas)                                   |
| Название книги (русск.)            | Название книги (англ.)             | Дата выхода (англ.)                | Дата выхода (русск.)                                                 |
| ---------------------------------- | ---------------------------------- | ---------------------------------- | -------------------------------------------------------------------- |
| История Остролистой                | Hollyleaf’s Story                  | 13 марта 2012                      | сборник «Нерассказанные истории. История Остролистой» 30 января 2015 |
| Знамение Невидимой Звезды          | Mistystar’s Omen                   | 11 сентября 2012                   | сборник «Нерассказанные истории. История Остролистой» 30 января 2015 |
| Путешествие Тучезвёзда             | Cloudstar’s Journey                | 29 января 2013                     | сборник «Нерассказанные истории. История Остролистой» 30 января 2015 |
| Ярость Когтя                       | Tigerclaw’s Fury                   | 28 января 2014                     | сборник «Нерассказанные истории. Ярость Когтя» сентябрь 2017         |
| Просьба Листвички                  | Leafpool’s Wish                    | 22 апреля 2014                     | сборник «Нерассказанные истории. Ярость Когтя» сентябрь 2017         |
| Молчание Голубки                   | Dovewing’s Silence                 | 4 ноября 2014                      | сборник «Нерассказанные истории. Ярость Когтя» сентябрь 2017         |
| Месть Кленовницы                   | Mapleshade’s Vengeance             | 24 марта 2015                      | сборник «Нерассказанные истории. Месть Кленовницы» сентябрь 2018     |
| Проклятие Гусохвоста               | Goosefeather’s Madness             | 1 сентября 2015                    | сборник «Нерассказанные истории. Месть Кленовницы» сентябрь 2018     |
| Прощание Горелого                  | Ravenpaw’s Farewell                | 26 января 2016                     | сборник «Нерассказанные истории. Месть Кленовницы» сентябрь 2018     |
| Сердце Пестролистой                | Spottedleaf’s Heart                | 11 апреля 2017                     | сборник «Нерассказанные истории. Сердце Пестролистой» октябрь 2019   |
| Выбор Острозвёзда                  | Pinestar’s Choice                  | 11 апреля 2017                     | сборник «Нерассказанные истории. Сердце Пестролистой» октябрь 2019   |
| Эхо Громозвёзда                    | Thunderstar’s Echo                 | 11 апреля 2017                     | сборник «Нерассказанные истории. Сердце Пестролистой» октябрь 2019   |
| Долг Ярохвоста                     | Redtail’s Debt                     | 9 апреля 2019                      | сборник «Нерассказанные истории. Долг Ярохвоста» август 2024         |
| Племя Рыжинки                      | Tawnypelt’s Clan                   | 9 апреля 2019                      | сборник «Нерассказанные истории. Долг Ярохвоста» август 2024         |
| Жизнь Сумрачной Звезды             | Shadowstar’s Life                  | 9 апреля 2019                      | сборник «Нерассказанные истории. Долг Ярохвоста» август 2024         |
| Котята Галечницы                   | Pebbleshine’s Kits                 | 7 апреля 2020                      |                                                                      |
| Корни Древесника                   | Tree’s Roots                       | 7 апреля 2020                      |                                                                      |
| Секрет Мотылинки                   | Mothwing’s Secret                  | 7 апреля 2020                      |                                                                      |
| Семья Ромашки                      | Daisy’s Kin                        | 2021                               | сборник «Выбор воителя» (дата выхода неизвестна)                     |
| Мятеж Подпалины                    | Spotfur’s Rebellion                | 2021                               | сборник «Выбор воителя» (дата выхода неизвестна)                     |
| Расплата Чернопята                 | Blackfoot’s Reckoning              | 2021                               | сборник «Выбор воителя» (дата выхода неизвестна)                     |

### Путеводители по серии
По книгам о котах-воителях были выпущены книги-путеводители, в которых даны биографии персонажей, описание племён, мест обитания диких котов и пр. Путеводители не имеют чётко выделенного сюжета, но рассказы и описания, представленные в них, имеют непосредственное отношение к сюжету. Они предлагают новые факты и иные точки зрения на события и персонажей, не обозначенные в основной серии.
| Путеводители по серии (англ. Field Guides) | Путеводители по серии (англ. Field Guides) | Путеводители по серии (англ. Field Guides) | Путеводители по серии (англ. Field Guides) |
| Название книги                             | Название книги (англ.)                     | Дата выхода (англ.)                        | Дата выхода (русск.)                       |
| ------------------------------------------ | ------------------------------------------ | ------------------------------------------ | ------------------------------------------ |
| Секреты племён                             | Secrets of the Clans                       | 29 мая 2007                                | 6 октября 2008                             |
| Герои племён                               | Cats of the Clans                          | 24 июня 2008                               | 13 мая 2010                                |
| Закон племён                               | Code of the Clans                          | 9 июня 2009                                | 12 июля 2013                               |
| Битвы племён                               | Battles of the Clans                       | 1 июня 2010                                | 10 апреля 2014                             |
| Введение в племена                         | Enter the Clans                            | 26 июня 2012                               | отменено                                   |
| Память племён                              | The Ultimate Guide                         | 5 ноября 2013                              | август 2015                                |
| Путеводитель по котам-воителям             | The Warriors Guide                         | 31 августа 2012                            | отменено                                   |

### Книги-манга
На английском языке вышло четыре цикла книг в стиле «манга». Каждый цикл повествует об отдельной истории — приключениях главных героев (циклы названы по их именам). Ранее перевод этих книг на русский язык осуществлялся только фанатами. Первые четыре книги серии вышли на русском осенью в 2010 году (ОЛМА Медиа групп). Серия манги состоит из нескольких подсерий: «Трилогия о Крутобоке», «Звездоцап и Саша», «Судьба Горелого», «Небесное племя и незнакомец», каждая включает по три книги, а также отдельные серии «Бич: Путь к власти», «Тень в Речном племени» и «Ветер перемен» писателя Дэна Джолли.

#### Трилогия о Крутобоке
| Трилогия о Крутобоке (англ. Graystripe’s Trilogy) | Трилогия о Крутобоке (англ. Graystripe’s Trilogy) | Трилогия о Крутобоке (англ. Graystripe’s Trilogy) | Трилогия о Крутобоке (англ. Graystripe’s Trilogy) |
| Название книги                                    | Название книги (англ.)                            | Дата выхода (англ.)                               | Дата выхода (русск.)                              |
| ------------------------------------------------- | ------------------------------------------------- | ------------------------------------------------- | ------------------------------------------------- |
| Пропавший воитель                                 | The Lost Warrior                                  | 24 апреля 2007                                    | 14 октября 2010                                   |
| Прибежище воителя                                 | Warrior’s Refuge                                  | 26 декабря 2007                                   | 14 октября 2010                                   |
| Возвращение воителя                               | Warrior’s Return                                  | 22 апреля 2008                                    | 14 октября 2010                                   |

#### Звездоцап и Саша
| Звездоцап и Саша (англ. Tigerstar and Sasha) | Звездоцап и Саша (англ. Tigerstar and Sasha) | Звездоцап и Саша (англ. Tigerstar and Sasha) | Звездоцап и Саша (англ. Tigerstar and Sasha) |
| Название книги                               | Название книги (англ.)                       | Дата выхода (англ.)                          | Дата выхода (рус.)                           |
| -------------------------------------------- | -------------------------------------------- | -------------------------------------------- | -------------------------------------------- |
| В поисках дома                               | Into the Woods                               | 2 сентября 2008                              | 25 июня 2011                                 |
| Побег из леса                                | Escape from the Forest                       | 23 декабря 2008                              | 25 июня 2011                                 |
| Главный выбор                                | Return to the Clans                          | 9 июня 2009                                  | 25 июня 2011                                 |

#### Судьба Горелого
| Судьба Горелого (англ. Ravenpaw’s Path) | Судьба Горелого (англ. Ravenpaw’s Path) | Судьба Горелого (англ. Ravenpaw’s Path) | Судьба Горелого (англ. Ravenpaw’s Path) |
| Название книги                          | Название книги (англ.)                  | Дата выхода (англ.)                     | Дата выхода (рус.)                      |
| --------------------------------------- | --------------------------------------- | --------------------------------------- | --------------------------------------- |
| Потревоженный покой                     | Shattered Peace                         | 24 ноября 2009                          | январь 2012                             |
| На подмогу племени                      | A Clan In Need                          | 23 мая 2010                             | январь 2012                             |
| Сердце воителя                          | The Heart of a Warrior                  | 3 августа 2010                          | январь 2012                             |

#### Небесное племя и незнакомец
| Небесное племя и незнакомец (англ. SkyClan & Stranger) | Небесное племя и незнакомец (англ. SkyClan & Stranger) | Небесное племя и незнакомец (англ. SkyClan & Stranger) | Небесное племя и незнакомец (англ. SkyClan & Stranger) |
| Название книги                                         | Название книги (англ.)                                 | Дата выхода (англ.)                                    | Дата выхода (рус.)                                     |
| ------------------------------------------------------ | ------------------------------------------------------ | ------------------------------------------------------ | ------------------------------------------------------ |
| Спасение                                               | The Rescue                                             | 5 июля 2011                                            | 4 июня 2014                                            |
| Следуя воинскому закону                                | Beyond the Code                                        | 22 ноября 2011                                         | 4 июня 2014                                            |
| После наводнения                                       | After the Flood                                        | 3 апреля 2012                                          | 4 июня 2014                                            |

#### Отдельные книги-манга
| Отдельные книги-манга     | Отдельные книги-манга  | Отдельные книги-манга | Отдельные книги-манга |
| Название книги            | Название книги (англ.) | Дата выхода (англ.)   | Дата выхода (рус.)    |
| ------------------------- | ---------------------- | --------------------- | --------------------- |
| Бич: Путь к власти        | The Rise of Scourge    | 24 июня 2008          | 14 октября 2010       |
| Тень в Речном племени     | A Shadow in RiverClan  | 2 июня 2020           | неизвестно            |
| Ветер перемен             | Winds of Change        | 1 июня 2021           | неизвестно            |
| Изгнание из племени Теней | Exile from ShadowClan  | 7 июня 2022           | неизвестно            |
| Вор в Грозовом племени    | A Thief in ThunderClan | 6 июня 2023           | неизвестно            |

## История публикации
Все книги «Коты-Воители», за исключением манги (кроме «Тень в Речном племени»), были опубликованы в твёрдом переплете, и большинство из них также были опубликованы в мягкой обложке. «Звёздный свет», «Сумерки» и «Закат» из «Нового пророчества», а также первые четыре книги «Знамение звёзд» доступны в формате аудиокниги. Аудиокниги «Новое пророчество» озвучены Нанетт Савард, чью работу высоко оценили рецензенты. Рецензент AudioFile писал: «Нанетт Савард показывает молодость кошек, которые пытаются помочь своему племени выжить и защитить друг друга от внешней опасности». Аудиокниги цикла «Знамение звёзд» озвучила Вероника Тейлор. Книги в семи основных сериях также были выпущены в формате электронных книг.

#### Иностранные издания
Серия «Начало пророчеств» впервые была опубликована в Соединённых Штатах и Великобритании. Издания первых двух серий — «Начало пророчеств» и «Новое пророчество» — в Соединённом Королевстве имели небольшие отличия в дизайне обложек от своих коллег из США. «Коты-Воители» также продаются в Новой Зеландии, Австралии, и Канаде. Опубликован перевод с английского на другие языки, такие как чешский, норвежский, литовский, финский, японский, французский, испанский, китайский, корейский и украинский. Первые шесть книг были опубликованы в Италии и Латинской Америке, первые пять серий в Германии и первые четыре серии в Нидерландах, Фэндом также существует в Тринидаде и Сингапуре. Первая серия и четыре книги второй серии были опубликованы в Польше и первые две серии были опубликованы на корейском языке.

## Тематика
В романах поднято множество тем. Одна из центральных — запретная любовь. Эти отношения недопустимы по разным причинам: в некоторых участвуют целители, которым запрещено иметь пару, в то время как другие развиваются между кошками из разных племён, что также запрещено Воинским Законом. Виктория Холмс писала, что ещё одна центральная тема серии — вера в Звёздное племя. Все книги этой серии рассказывают о влиянии Звёздного племени на племена. Другая идея, исследуемая в романах, — это реакция разных конфессий на встречу друг с другом. Например, Клан Падающей Воды, который появляется в книге «Полночь» верит в других духовных предков, нежели племена. В беседе с автором Холмс объяснила, что в книгах никогда не говорится, что ни племена, ни Клан Падающей Воды правы в вере, потому что оба «одинаково действительны». Это приводит к страху и подозрению между ними, потому что они боятся того, чего не понимают. Холмс писала, что «невежество это очень страшная вещь!». Неверие также важно в сюжетных линиях: Мотылинка и Белохвост не верят в Звёздное племя.
Другая тема заключается в том, что персонажи могут быть смесью добра и зла. Холмс писала, что она очарована этими «оттенками серого» в личностях. Пример, который она привела, — это когда Синяя Звезда, благородная кошка, отказалась от своих котят ради своих собственных амбиций, чтобы Остролап не стал глашатаем. Другой пример, который она привела, — это то, как антагонист Звездоцап, несмотря на все его недостатки, всё ещё преданный и храбрый воин. Точно так же Холмс связала эту тему с Ежевичной Звездой и тем, как никто не знал, был ли он добром или злом.
Третья важная тема, часто упоминаемая это «природа против воспитания», родился ли человек таким, каким он или она будет, или же это формируют другие вещи? Эта тема связана с темой «оттенков серого».
Обозреватель еженедельника Publishers Weekly отметил, что герои романов учат дружбе и ответственности, в то время как на сайте еженедельника другой рецензент указал на мысль, что, подобно тому, как коты-воители избегают домашних кошек за их мягкую жизнь, люди должны понимать, что нужно испытывать трудности в жизни. В обзоре Storysnoops отмечалось, что одна из тем серии звучит, как «не важно, откуда вы, только кто вы внутри». В книге «Рассвет», показана важность сотрудничества. Четыре племени, обычно враждебные друг другу, вынуждены работать вместе, чтобы найти новый дом. Другие темы, которые были показаны, касаются семьи, потери, чести, храбрости, смерти, верности и следования правилам.
Холмс также писала, что одна из хороших вещей в написании книги о кошках заключается в том, что «мы можем решать сложные человеческие проблемы, такие как смерть, расовая нетерпимость и религиозная нетерпимость, но они не выглядят такими тяжелыми».

## Критическое восприятие
Первая книга серии «Стань диким!» была, как правило, хорошо принята, и рецензенты назвали её «покалыванием на спине», «полностью захватывающей», и «захватывающей… насыщенной приключениями». Один рецензент похвалил авторов за «создание интригующего мира… и привлекательного молодого героя», а другой критиковал персонажей и воображаемый мир как «не ни последовательных, ни неотразимых».
В обзоре манги «В поисках дома» рецензент Children’s Bookwatch отметил: «„В поисках дома“ заканчивается напряженной кульминацией, оставляя читателя в тревожном ожидании большего... „В поисках дома“ особенно рекомендуется любителям кошек во всем мире». Продолжение манги, «Побег из леса», также было хорошо принято: рецензент журнала Publishers Weekly отметил, что девушкам будет полезно узнать о том, как Саша покидает могущественного Звездоцапа из-за его «нарастающего насилия». Иллюстрации также похвалили, рецензент написал, что «работа Дона Хадсона привносит в жизнь эмоциональное путешествие Саши, показывая каждый момент страха, беспокойства, удовлетворенности и радости». Рецензент также написал, что «поворот в конце оставит поклонников, жаждущих следующей части саги Саши», и что книга понравится молодым людям, пытающимся найти своё место в мире. Лиза Гольдштейн, рецензент из журнала School Library Journal, также дала книге положительный отзыв, написав, что сюжет привлечёт старых и новых поклонников. Рецензент также написал, что «хотя на обложке утверждается, что это „манга“, простые иллюстрации нарисованы в простом, реалистичном стиле».
Большое количество персонажей, участвующих в серии, часто рассматривается как отрицательный момент; хотя один рецензент сравнивал «огромный актерский состав» с актом греческой драмы, другие писали, что «трудно следить» и «немного сбивают с толку». Персонажи также подвергались критике как «несколько плоские» и «по существу ограниченные своим положением в племени».
Один рецензент Booklist отметил, что кошки в серии «верны своей кошачьей природе», в связи с этим некоторые критики в шутку писали, что книги «заставят читателей нервно смотреть на их домашних котов» и удивляться тому, что «мечта величия может преследовать семейного кота». Рецензент также отметил, что этот реализм означает содержание относительно большого количества насилия в серии, один критик отметил, что это серия «не для слабонервных». Несколько критиков сравнили «Воинов» с серией Брайана Жака «Redwall», хотя один из них заметил, что он «не так элегантно написан». The New York Times назвала серию «хитом для молодых читателей», особенно из-за её «обширной вселенной», и серия появлялась в списке бестселлеров New York Times в общей сложности 117 недель, начиная с 24 ноября 2013 г.

### Награды и признание
Первая книга, «Стань диким!», была номинирована на премию «Выбор молодого читателя» Ассоциации тихоокеанских северо-западных библиотек в 2006 году, но проиграла «Эрагону» Кристофера Паолини, а также была включена в список 10 лучших книг фэнтези для молодежи Booklist в 2003 году и вошла в список Book Sense 76 Pick. Книга «Знак Трёх» была номинирована на премию Amazon's Best Books of the Year (2007) в категории Middle Readers и заняла шестое место из десяти, набрав шесть процентов голосов. Она также была номинирована на премию Children’s Choice Book Awards. В 2006 году серия «Коты-Воители» также получила почётное упоминание за лучшую книжную серию на премии Publisher Weekly «On The Cuff» awards.

## Прочее

### Фильм
20 октября 2016 года Виктория Холмс объявила, что Alibaba Pictures купила права на производство фильма для экранизации с Дэвидом Хейманом в качестве продюсера. 14 мая 2018 года было объявлено, что STX Entertainment присоединились к совместному производству фильма, а член совета директоров STX Гиги Притцкер работает вместе с Хейманом. Было также объявлено, что сценаристы фильма Джонатан Айбел и Гленн Бергер будут писать сценарий для фильма. Для фильма пока не объявлено ни режиссёра, ни даты выхода.

### Физическая среда
В китайском переводе серии в каждой книге упакованы 3-D карточки. Трёхмерный эффект создается с использованием стереоскопической линзовидной печати. На этих карточках изображены герои серии, их китайские и английские имена и биографические данные на обороте. Также выпускаются пазлы и кубки с изображениями кошек из серии.

### Пьесы
Написанная Викторией Холмс для гастролей пьеса «После заката: нам нужно поговорить» была впервые показана 28 апреля 2007 года в книжном магазине Secret Garden в Сиэтле, штат Вашингтон. В ней подробно рассказывается о встрече между Листвичкой из Грозового племени и Грачом из племени Ветра после событий книги «Закат». Сценарий был опубликован на официальном сайте серии «Коты-Воители».
Во время мероприятия по сбору средств в Расселвилле, штат Арканзас, «Милосердие Светлой» исполняли разные ученики старших классов. Вторая из двух пьес Эрин Хантер, «Милосердие Светлой», рассказывает о Воробье, Львиносвете и Остролистой. В пьесе участвуют герои созданные на Wands and Worlds, фанатском фантастическом форуме, в память 10-летней Эмми Грейс Черри, поклонницы «Котов-Воителей», и её родителей Даны и Джимми Черри, которые погибли во время торнадо в феврале 2007 года.

### Мобильное приложение
Официальное приложение было выпущено 30 июня 2011 года на IOS и Android. Оно содержит информацию о книгах из этой серии, карточки племён и главных персонажей (включая эксклюзивную информацию, такую как имя матери Огнезвёзда), интерактивную временную шкалу, карты территории племён, два коротких рассказа, викторину и другое. И что не менее важно, называется оно «Warriors App».